# Michelle Visage
Michelle Lynn Shupack (Perth Amboy, 20 de setembro de 1968), profissionalmente conhecida pelo nome artístico Michelle Visage é uma cantora, apresentadora, DJ de rádio, e personalidade da TV. Visage cresceu em South Plainfield, no Estado de Nova Jérsei, nos Estados Unidos, e começou sua carreira em 1988, como membro do trio vocal feminino Seduction. Após a separação da banda, em 1991, Visage tornou-se vocalista de The S.O.U.L. S.Y.S.T.E.M.
Em 1996, Visage tornou-se coapresentadora do talk show na VH1, "The RuPaul Show". Ela fez coberturas no tapete vermelho do Grammy Awards de 1998 e a festa de aniversário de 25 anos do filme Grease. Desde janeiro de 2011, Visage atua como jurada no reality show da Logo TV (posteriormente, da VH1), RuPaul's Drag Race. Em janeiro de 2015, Visage entrou como participante no Celebrity Big Brother do Reino Unido, ficando em 5º lugar.